# Cayetano Muñoz
La ganadería de Cayetano Muñoz es una ganadería brava española, fundada en el año 1940 por Julián Escudero Nuño, siendo adquirida a mediados de los 80 por Cayetano Muñoz y su hijo Antonio Muñoz Flores, lidiando desde entonces con el nombre del patriarca. Cuando estos la adquirieron fue refrescada con reses de Torrestrella, y en 1993 con reses de Los Guateles, siendo desde entonces predominante el encaste Juan Pedro Domecq. La ganadería está inscrita en la Unión de Criadores de Toros de Lidia.
Las reses pastan en dos fincas establecidas en la provincia de Badajoz: la principal, “Doña Elvira”, situada en el término municipal de Valencia del Ventoso, donde están los machos y la camada principal; y “Casablanca”, en el término de Segura de León, donde están las hembras de cría.

## Historia de la ganadería
Alrededor del año 1940, Julián Escudero Nuño forma la ganadería y después de dividirla en lotes como herencia, el que correspondió a su hija María Escudero Muriel fue aumentado por esta con reses del vizconde de Garcigrande, y en el 1959 vendido a Pedro Luis García Carranza. No la tendrá durante mucho tiempo y al año siguiente se la vende a José Luis Hidalgo Rincón. Sus herederos eliminaron en 1979 todas las reses y adquieren a los Hdros. de Carlos Núñez un lote de vacas y dos sementales con el objetivo de formarla nuevamente con un nuevo encaste. Dos años después es adquirida por los hermanos Rubio Villadiego, traspasando toda la vacada procedente de Carlos Núñez y comprando también otro lote de vacas y dos sementales, esta vez de Torrestrella.
En 1984 fue adquirida por Cayetano Muñoz González y su hijo Antonio Muñoz Flores, que eliminan el ganado anterior y únicamente dejan el procedente de Torrestrella, añadiéndole poco después 100 vacas y dos sementales de El Torero. En 1993 Antonio Muñoz Flores y su hijo Carlos Muñoz Suero compran a la ganadería de Los Guateles (Juan Pedro Domecq y Díez), 90 añojas y tres sementales y en 2008, con El Litri como ganadero, 180 vacas y cinco sementales. Siendo ya una ganadería puro “guateles” en 2011 se añaden 100 vacas y ocho sementales de Torrealta, llevándose por separado.

### Toros célebres
- Aturdido: toro jabonero de capa herrado con el nº 85, indultado por Finito de Córdoba en Fuengirola el 8 de octubre de 2017. Le cortó simbólicamente las dos orejas y el rabo tras realizarle una gran faena.[7][8][9]
- Terciopelo: novillo utrero indultado por El Adoureño en La Peza el 14 de octubre de 2017.[10][11]
- Timador: toro negro bragado de capa, lidiado en Béziers el 13 de agosto de 1990. Era el primer toro del lote de Julio Robles, pero no llegó a torearlo en el tercio final; en un lance de capa, el animal le propinó a Robles una fuerte volvereta, haciendo que este cayera de cabeza. La caída le ocasionó una tetraplejía, que arrastró hasta su muerte en el año 2001.[12][13][14][15]

## Características
La ganadería está conformada con reses de Encaste Juan Pedro Domecq en las líneas de Salvador Domecq y Juan Pedro Domecq y Díez, procedentes de El Torero y Los Guateles. Atienden en sus características zootécnicas a las que recoge como propias de este encaste el Ministerio del Interior:
- Toros elipométricos y eumétricos, más bien brevilíneos con perfiles rectos o subconvexos, con una línea dorso-lumbar recta o ligeramente ensillada; y la grupa, con frecuencia, angulosa y poco desarrollada y las extremidades cortas, sobre todo las manos, de radios óseos finos.
- Bajos de agujas, finos de piel y de proporciones armónicas, bien encornados, con desarrollo medio, y astifinos, pudiendo presentar encornaduras en gancho. El cuello es largo y descolgado, el morrillo bien desarrollado y la papada tiene un grado de desarrollo discreto.
- Sus pintas son negras, coloradas, castañas, tostadas y, ocasionalmente, jaboneras y ensabanadas, estas últimas por influencia de la casta Vazqueña. Entre los accidentales destaca la presencia del listón, chorreado, jirón, salpicado, burraco, gargantillo, ojo de perdiz, bociblanco y albardado, entre otros.

Los toros que siguen la línea morfológica de Salvador Domecq son más bastos de tipo y presentan un mayor desarrollo óseo, a diferencia de los que siguen la línea de Juan Pedro Domecq, que presentan un tipo de toro mucho más fino.

## Premios y reconocimientos
- 2010: Premio de la peña ‘El Castillo’ de Fregenal de la Sierra a la mejor ganadería por los novillos lidiados el 25 de septiembre de 2010 en la plaza de toros de la localidad pacense.[19][20]